# ژاسرون
ژاسرون (به فرانسوی: Jasseron) یک کمون (فرانسه) در فرانسه است که در ان (اوورنی-رون-آلپ) واقع شده‌است.
 ژاسرون ۱۸٫۹۳ کیلومتر مربع مساحت دارد  ۳۲۰ متر بالاتر از سطح دریا واقع شده‌است.